# Vilémov, Olomouc
Vilémov là một làng thuộc huyện Olomouc, vùng Olomoucký, Cộng hòa Séc.